# 薩尼拉克港 (密歇根州)
薩尼拉克港（英語：Port Sanilac）是位於美國密歇根州薩尼拉克縣薩尼拉克鎮區的一個村。

## 人口
根據2020年美國人口普查的數據，薩尼拉克港的面積為2.20平方千米，當中陸地面積為2.20平方千米，而水域面積為0.00平方千米。當地共有人口567人，而人口密度為每平方千米257人。